# Anyone Can Whistle
Anyone Can Whistle è un musical con musiche di Stephen Sondheim e libretto di Arthur Laurents. La prima produzione, debuttata a Broadway nel 1964, fu un flop e chiuse dopo solo 9 repliche e 12 anteprime.

## Trama

### Primo Atto
Il musical è ambientato in una cittadina americana immaginaria, andata in bancarotta dopo che il prodotto che produceva, un oggetto non identificato che non si consuma mai, è stato ormai acquistato da ogni cittadino del Paese, che quindi non necessita un rimpiazzo. L'unico business di successo in città è il sanatorio, noto come la "biscottiera" (“The Cookie Jar”), i cui pazienti sembrano godere di una salute migliore dei cittadini (I'm Like the Bluebird). Tutti i soldi della città sono nelle mani della spregiudicata sindaca della città, Cora Hoover Hooper, e dei suoi tirapiedi: il contabile Schub, il tesoriere Cooley e il capo della polizia Magruder (Me and My Town). Schub ha un piano altamente immorale per risollevare le finanze cittadine e dice a Cora di incontrarlo alla roccia sul confine della città. Intanto, sulla roccia, la piccola Baby Joan non obbedisce alla madre Mrs. Schroeder, che le ordina di scendere, lecca la pietra e sgorga una fontana d'acqua. La città urla al miracolo, mentre Cora e la sua amministrazione cominciano a monetizzare sul fenomeno (Miracle Song); il "miracolo" in realtà è il piano di Schub, che lo controlla con una pompa. L'unica in città a dubitare dello strano fenomeno è l'infermiera Fay Apple, una scettica impiegata della Biscottiera. Fay allora porta 49 dei suoi pazienti alla roccia - dato che l'acqua dovrebbe avere poteri curativi - ma Schub non può permettere che la bevano, altrimenti la loro pazzia mostrerebbe la falsità del miracolo. Interviene la polizia, Fay si nascondano e i pazienti si mescolano con gli abitanti sani, cosicché nessuno possa più riconoscere i matti dai cittadini. La scettica Fay prega per un miracolo, qualcuno che salvi la città dalla pazzia che serpeggi (There Won't Be Trumpets). Cora discute con il Dottor Detmold, primario della Biscottiera, che però non riesce a risolvere il problema, dato che Fay ha rubato i registri dei pazienti. Per risolvere la situazione, il misterioso J. Bowden Hapgood arriva in città e divide gli abitanti in due gruppi, il gruppo A e il gruppo 1; tuttavia Hapgood si rifiuta di dire chi siano i sani e chi i malati. Il consiglio cittadino prova a estorcere a Hapgood la verità, ma la logica dell'uomo mette in crisi Cora e la giunta comunale (Simple). Le luci del palco si spengono, tranne un occhio di bue su Hapgood, che annuncia al pubblico che tutti loro sono matti. Quando le luci si riaccendono, sul palco c'è una replica del palco, con gli attori che applaudono al pubblico.

### Secondo Atto
Mentre i due gruppi creati da Hapgood organizzato una parate e discutono per capire chi dei due sia composto da "matti" (A-1 March), arriva in città un'elegante signora francese, una verificatrice di miracoli proveniente da Lourde; in realtà la donna è Fay Apple travestita. Mentre Schub corre ad avvertire Cora, Fay Apple incontra Hapgood nel suo albergo e i due si seducono come in un film francese (Come Play Wiz Me). Fay chiede a Hapgood di aiutarla a smascherare il "miracolo", ma il dottore riconosce nella francese l'infermiera fuggitiva; le chiede si togliersi la parrucca e il travestimento, ma Fay rifiuta: solo in quegli abiti si sente libera dalla sua personalità inquisitrice e cinica. Spera che forse il dottore riesca a liberarla dal suo scetticismo (Anyone Can Whistle). Mentre i due gruppi sfilano per la città, Cora tenta di fare un discorso, ma scopre che Hapgood le ha rubato le luci della ribalta (A Parade in Town). Mentre la sindaca organizza un incontro con Shub, Fay e Hapgood decidono di distruggere i registri rubati, in modo tale che l'infermiera se ne liberi e smetta di fingere. Il dottore scrive un nuovo registro e segna se stesso come il cinquantesimo fuggiasco: il medico è un idealista che dopo anni di duro lavoro vuole ritirarsi nella tranquillità della Biscottiera. Mentre Fay distrugge i registri, i "matti" danzano (Everybody Says Don't/Don't Ballet).

### Terzo Atto
Shub ha fatto cessare il miracolo e pianifica di incolpare il nuovo arrivato per questo, alienandogli le simpatie dei cittadini; Cora e il resto della giunta decidono di adottare questo piano (I've Got You to Lean On). Una folla inferocita assedia l'hotel e Hapgood e Fay si rifugiano sotto la roccia, dove scoprono il sistema idraulico che fa funzionare il miracolo. Cora confronta i due ma viene interrotta dalla notizia che se non rimetterà i quarantanove pazienti nella biscottiera il governatore la solleverà dal suo ruolo di sindaca. Schub le fa notare che, dato che Hapgood non ha mai detto chi siano i malati nei due gruppi, possono prenderne 49 a caso e farli rinchiudere. Fay chiede al dottore di rivelare la falsità del miracolo, ma Hapgood rifiuta, perché sa che a questo punto nessuno crederebbe a loro due. Stanco di lottare, il dottore rifiuta di aiutare Fay a fermare la sindaca e l'infermiere, furiosa, se ne va (See What it Gets You). Mentre la polizia rastrella very e presunti "matti", Fay viene arrestata e portata davanti a Cora (The Cookie's Chase). Il dottor Detmold fa notare che i registri non servono davvero, dato che l'infermiera sa riconoscere i veri pazienti. Consapevole del fatto che con il suo silenzio farebbe internare dei sani, Fay confessa tutti i quarantanove nomi, ma non quello di Hapgood: sa che il mondo ha bisogno di uomini come lui. Il dottore chiede a Fay di fuggire la ragazza, ma la ragazza è troppo inibita dalla propria rigidità. I due si dicono addio, ripensando al loro momento insieme (With So Little to Be Sure Of). Un miracolo nella città vicina allontana tutti i turisti e visitatori dalla città di Cora, che si rende conto di aver perso tutto. Schub le fa notare che, dato che il manicomio è l'unica impresa fiorente, si dovrebbe trasformare l'intera città in una grande Biscottiera. I due, innamorati, danzano via insieme (I've Got You to Lean On (Reprise)). Tutto torna alla normalità e Fay riprende a lavorare nella Biscottiere. Un giorno arriva la nuova assistente di Detmold, una donna ancora più inquadrata e rigida della stessa Fay, e porta i pazienti a smascherare il miracolo dei vicini. Temendo di diventare come lei, Fey fugge via, corre alla roccia e chiama Hapgood. I due si baciano e, alle loro spalle, l'acqua torna a sgorgare: questa volta il miracolo è vero.

## Numeri musicali
Atto I
- Prelude Act I (Instrumental) - Orchestra
- I'm Like the Bluebird — Compagnia
- Me and My Town — Cora Hoover Hooper e ragazzi
- Miracle Song — Cora Hoover Hooper, Treasurer Cooley, Townspeople, Tourists and Pilgrims
- There Won't Be Trumpets - Fay Apple
- Simple — J. Bowden Hapgood ed ensemble

Atto II
- Prelude Act II (Instrumental) - Orchestra
- A-1 March — Company
- Come Play Wiz Me — Fay Apple, J. Bowden Hapgood e ragazzi
- Anyone Can Whistle — Fay Apple
- A Parade In Town — Cora Hoover Hooper
- Everybody Says Don't — J. Bowden Hapgood
- Don't Ballet (Instrumental) - Orchestra

Atto III
- Prelude Act III (Instrumental) - Orchestra
- I've Got You to Lean On — Cora Hoover Hooper, Comptroller Schub, Treasurer Cooley, Chief Magruder e ragazzi
- See What It Gets You — Fay Apple
- Anyone Can Whistle (Reprise) - Fay Apple
- Cora's Chase (The Cookie Chase) - Company
- I'm Like the Bluebird (Reprise 1) - Matti
- With So Little to Be Sure Of — Fay Apple e J. Bowden Hapgood
- I've Got You to Lean On (Reprise) - Cora e Hoover Hooper
- I'm Like the Bluebird (Reprise 2) - Matti
- Finale Ultimo (Instrumental) — Orchestra

## Personaggi e interpreti
| Personaggio        | Descrizione | Broadway, 1964  | Carnegie Hall, 1995 | Ravinia Festival, 2005 | New York, 2010      |
| ------------------ | --- | --------------- | ------------------- | ---------------------- | ------------------- |
| Cora Hoover Hooper | Spregiudicata sindaca della città in cui si svolgono gli eventi, più interessata alla moda che al benessere dei cittadini | Angela Lansbury | Madeline Kahn       | Patti LuPone           | Donna Murphy        |
| Fay Apple          | Un'infermiera scettica, inquadrata ed inibita che lavora alla Biscottiera                                                 | Lee Remick      | Bernadette Peters   | Audra McDonald         | Sutton Foster       |
| J. Bowden Hapgood  | Medico idealista che si scontra con la realtà, tenta di risolvere la situazione creatasi                                  | Harry Guardino  | Scott Bakula        | Michael Cerveris       | Raul Esparza        |
| Shub               | Contabile del consiglio comunale di Cora, innamorato della sindaca e autore del "miracolo"                                | Gabriel Dell    | Walter Bobbie       | Ray Wills              | Edward Hibbert      |
| Cooley             | Tesoriere del consiglio comunale di Cora                                                                                  | Arnold Soboloff | Chip Zien           | Jerry Galante          | Jeff Blumenkrantz   |
| Magruder           | Capo della polizia del consiglio comunale di Cora                                                                         | James Frawley   | Ken Page            | David Mendes           | John Ellison Conlee |

## Produzioni
Dopo due settimane di rodaggio al Forrest Theatre di Filadelfia, Anyone Can Whistle debuttò al Majestic Theatre di Broadway il 4 aprile 1964, con anteprime dal 24 marzo. Arthur Laurents, autore del libretto, curava anche la regia, mentre i costumi erano creati da Theoni V. Aldredge. Laurents aveva voluto Barbra Streisand per il ruolo di Fay Apple, ma la cantante era occupata con Funny Girl e così fu scelta Lee Remick. Henry Rascoe, che interpretava Shub, morì durante il rodaggio a Filadelfia e fu rimpiazzato dal suo sostituto, Gabriel Dell. Angela Lansbury interpretava Cora nella sua prima esperienza in un musical: nonostante avesse perplessità sul libretto e non fosse in grado di cantare la partitura così come era stata scritta, accettò il ruolo per lavorare con Laurents e Sondheim. Il musical fu un clamoroso flop e rimase in cartellone per sole nove repliche, prima di chiudere precipitosamente l'11 aprile 1964. Sondheim definì le recensioni "umilianti", ma dalla debacle artistica nacque un lungo e fruttuoso sodalizio con la Lansbury, che avrebbe successivamente interpretato altri tre musical del giovane compositore e sarebbe diventata una leggenda di Broadway, vincendo cinque Tony Award.
Nonostante il successo iniziale, il musical ha ricevuto alcuni revival. Già nel luglio 1974 il musical andò in scena per alcune repliche al Bert Wheeler Theatre nell'Off-Off-Broadway, mentre dal 14 marzo al 4 aprile 190 il musical rimase in cartellone alla Church of the Heavenly Rest, in una produzione della York Theatre Company. Dal 12 al 24 agosto dello stesso anno il musical fu allestito a Stockbridge, Massachusetts, con Mary Louise Wilson nel ruolo di Cora e George Hearn in quello di J. Bowden Hapgood. Successivamente, il musical rimase in scena per due mesi a Los Angeles tra il dicembre 1986 e il febbraio 1987, con Ann Morrison nel ruolo di Fay Apple.
L'8 aprile 1995 il musical fu presentato in una speciale versione concertistica alla Carnegie Hall, per sollevare fondi per la Gay Men's Health Crisis. Angela Lansbury, l'originale sindaca, fece da narratrice, mentre il resto del cast annoverava Bernadette Peters (Fay Apple), Madeline Kahn (Cora Hoover Hooper), Scott Bakula (J. Bowden Hapgood), Harvey Evans (John), Maureen Moore (Mrs Schroeder), Ken Page (Magruder) e Chip Zien (Cooley). Facevano parte dell'ensemble anche Marin Mazzie e Colleen Fitzpatrick.
Successivamente, il musical fu nuovamente messo in scena come concerto a Londra nel 1997, con Linzi Hateley nel ruolo di Fay e Jenny Logan in quello di Cora, per poi essere allestito interamente al Bridewell Theatre nel 2003, con Janie Dee nel ruolo di Fay. Nello stesso anno il musical andò in scena per oltre un mese a Los Angeles e nel 2004 fu la volta di Chicago. Nel 2005 un nuovo revival era in cartellone a Filadelfia, con Crista Moore e Chuck Wagner; nello stesso anno Anyone Can Whistle fu diretto da Lonny Price al Ravinia Festival, con Patti LuPone (Cora), Audra McDonald (Fay) e Michael Cerveris (Hapgood).
Nel marzo 2010 il musical tornò in scena a Londra con Issy van Randwyck e Rosalie Craig, mentre nell'aprile dello stesso anno la City Center Encores! produsse un breve revival con Donna Murphy (Cora), Sutton Foster (Fay) e Raúl Esparza (Hapgood). Altre produzione furono allestite a Chicago nel 2013 e Londra nel 2017.

## Discografia
- Anyone Can Whistle (Original Broadway Cast Recording): Angela Lansbury, Lee Remick, Harry Guardino, James Frawley. Sony, 1964.
- Anyone Can Whistle (Carnegie Hall Concert Cast): Madeline Kahn, Bernadette Peters, Scott Bakula, Maureen Moore, Angela Lansbury, Chip Zien, Ken Page. Columbia Records, 1995.
- Anyone Can Whistle (Studio Cast): Maria Friedman, John Barrowman, Julia McKenzie, Arthur Laurents. Jay Records, 2013